# Fondazione Arpa
La Fondazione Arpa nasce nel 1989 come evoluzione dell'APRIC. ONLUS promotrice nella ricerca e nella sanità, oltre che nel finanziamento di borse di studio e contratti di ricerca, la Fondazione deve il suo nome a un omaggio al film L’Arpa Birmana.
Fondata e presieduta fino al 2020 da Franco Mosca, vede in Luca Morelli il presidente ed in Andrea Bocelli il presidente onorario.

## Voci per l'Arpa
Il 24 agosto 2013 si è tenuto a Bolgheri un evento intitolato Voci per l'Arpa a cui hanno preso parte alcuni tra i volti più importanti del panorama musicale italiano: Andrea Bocelli, Noemi ed Enrico Ruggeri.
Durante l'evento la "Fondazione Arpa" è stata insignita della Medaglia del Quirinale. Assegnata dal Presidente della Repubblica Italiana Giorgio Napolitano, l'onorificenza è stata scortata sul palco, dove erano presenti la bandiera italiana e la bandiera europea, da esponenti dell'Arma dei Carabinieri in alta uniforme.
Inoltre Noemi è stata premiata con la "Targa Bolgheri Melody".

## Testimonial
Tra gli sportivi testimonial della Fondazione si annoverano Barbara Bonansea, Claudio Galli, Roberto Donadoni, Gianluigi Buffon, Marco Tardelli, Marcello Lippi, Stefania Belmondo, Giovanni Trapattoni, Michele Bartoli, Gustav Thöni, Andriy Shevchenko, Salvatore Sanzo, Umberto Pelizzari, Roberto Mancini, Cristiano Lucarelli, Gianfranco Zola, Gianni Rivera.
Nel mondo dell'arte, della musica e dello spettacolo, la Fondazione Arpa è supportata, fra gli altri, da Paolo Vallesi, Luca Nannipieri, Maria Luigia Borsi, Lorenzo Dallari, Yasuda Kan, Marco Malvaldi, Renato Raimo, Karima, Sandro Ivo Bartoli, Celtic Harp Orchestra, Niccolò Agliardi, Noa, Paolo Conticini, Paolo Ruffini, Dario Ballantini, Don Backy.
Alcuni dei testimonial che la Fondazione ha avuto in passato (attualmente scomparsi) sono stati Oliviero Toscani, Anna Chromy, Gigi Riva.